# Willy Rösingh
Wilhelm Hermann Conrad Enno Rösingh, detto Willy (Amsterdam, 2 dicembre 1900 – Amsterdam, 5 giugno 1976), è stato un canottiere olandese.

## Palmarès

### Olimpiadi
- 1 medaglia:
  - 1 oro (Parigi 1924 nel due senza)